# Konaghatta, Dod Ballapur
Konaghatta là một làng thuộc tehsil Dod Ballapur, huyện Bangalore Rural, bang Karnataka, Ấn Độ.